# Bladimir Díaz
Bladimir Díaz Saavedra  (Buenaventura, Colombia, 10 de julio de 1992) es un futbolista colombiano, nacionalizado salvadoreño en el año 2019. Juega como delantero y actualmente milita en el Club Deportivo Fas de la Primera División de El Salvador, equipo más ganador de El Salvador denominado Rey de Copas con 18 títulos de liga.

## Trayectoria
Por su natal Colombia jugó siendo muy chico en equipos de la segunda división.
Durante siete temporadas jugó con éxito en el fútbol de ascenso y Primera División de El Salvador. Anotando 165 goles en 269 partidos con la camisola de  C.D. Once Lobos, A.D. Chalatenango y Alianza F.C..
Fue galardonado como el máximo goleador del Torneo Clausura 2019 de la Primera División Salvadoreña, al anotar 16 goles en temporada regular, inmediatamente después, pasaría al fútbol de Tailandia y posteriormente al de Guatemala donde jugó para los cremas del Comunicaciones Fútbol Club y el Cobán Imperial.
Hasta que el 21 de mayo de 2021, el AD Chalatenango anunció el retorno de uno de sus goleadores históricos durante el mercado de fichajes previo al inicio de la temporada 2021-22.a
Actualmente juega en el Fuerte Aguilares- de la liga de ascenso de El Salvador

## Estadísticas
| Club                            | Temporada           | Div.                | Liga  | Liga  | Copa Nacional | Copa Nacional | Copa Internacional | Copa Internacional | Total | Total | Prom. · |
| Club                            | Temporada           | Div.                | Part. | Goles | Part.         | Goles         | Part.              | Goles              | Part. | Goles | Prom. · |
| ------------------------------- | ------------------- | ------------------- | ----- | ----- | ------------- | ------------- | ------------------ | ------------------ | ----- | ----- | ------- |
| Pumas de Casanare · Colombia    | 2006                | 2ª                  | 6     | 0     | Inexistentes  | Inexistentes  | Inexistentes       | Inexistentes       | 6     | 0     | 0,0     |
| Pumas de Casanare · Colombia    | Total club          | Total club          | 6     | 0     | 0             | 0             | 0                  | 0                  | 6     | 0     | 0,0     |
| Real Santander · Colombia       | 2008                | 2ª                  | 1     | 0     | Inexistentes  | Inexistentes  | Inexistentes       | Inexistentes       | 1     | 0     | 0,0     |
| Real Santander · Colombia       | Total club          | Total club          | 1     | 0     | 0             | 0             | 0                  | 0                  | 1     | 0     | 0,0     |
| Alianza Petrolera · Colombia    | 2010                | 2ª                  | 7     | 0     | Inexistentes  | Inexistentes  | Inexistentes       | Inexistentes       | 7     | 0     | 0,0     |
| Alianza Petrolera · Colombia    | Total club          | Total club          | 7     | 0     | 0             | 0             | 0                  | 0                  | 7     | 0     | 0,0     |
| El Roble · El Salvador          | 2011-12             | 2ª                  | ?     | ?     | Inexistentes  | Inexistentes  | Inexistentes       | Inexistentes       | ?     | ?     |         |
| El Roble · El Salvador          | Total club          | Total club          |       |       | 0             | 0             | 0                  | 0                  |       |       |         |
| Once Lobos · El Salvador        | 2012-13             | 2ª                  | 32    | 16    | Inexistentes  | Inexistentes  | Inexistentes       | Inexistentes       | 32    | 16    | 0,50    |
| Once Lobos · El Salvador        | 2013-14             | 2ª                  | 34    | 18    | Inexistentes  | Inexistentes  | Inexistentes       | Inexistentes       | 34    | 18    | 0,52    |
| Once Lobos · El Salvador        | Total club          | Total club          | 66    | 34    | 0             | 0             | 0                  | 0                  | 66    | 34    | 0,51    |
| AD Chalatenango · El Salvador   | 2014-15             | 2ª                  | 52    | 54    | Inexistentes  | Inexistentes  | Inexistentes       | Inexistentes       | 52    | 54    | 1,03    |
| AD Chalatenango · El Salvador   | 2015-16             | 1ª                  | 41    | 28    | Inexistentes  | Inexistentes  | Inexistentes       | Inexistentes       | 41    | 28    | 0,68    |
| AD Chalatenango · El Salvador   | 2016-17             | 1ª                  | 32    | 13    | Inexistentes  | Inexistentes  | Inexistentes       | Inexistentes       | 32    | 13    | 0,40    |
| AD Chalatenango · El Salvador   | 2017-18             | 1ª                  | 24    | 11    | Inexistentes  | Inexistentes  | Inexistentes       | Inexistentes       | 24    | 11    | 0,50    |
| AD Chalatenango · El Salvador   | 2021                | 1ª                  | 18    | 7     | Inexistentes  | Inexistentes  | Inexistentes       | Inexistentes       | 18    | 7     | 0,38    |
| AD Chalatenango · El Salvador   | Total club          | Total club          | 166   | 113   | 0             | 0             | 0                  | 0                  | 166   | 113   | 0,73    |
| Alianza FC · El Salvador        | 2018-19             | 1ª                  | 44    | 25    | Inexistentes  | Inexistentes  | 2                  | 0                  | 46    | 25    | 0,54    |
| Alianza FC · El Salvador        | Total club          | Total club          | 44    | 25    | 0             | 0             | 2                  | 0                  | 46    | 25    | 0,54    |
| Nongbua Pitchaya F.C. Tailandia | 2019                | 2ª                  | 11    | 8     | 2             | 1             | 0                  | 0                  | 13    | 9     | 0,69    |
| Nongbua Pitchaya F.C. Tailandia | Total club          | Total club          | 11    | 8     | 2             | 1             | 0                  | 0                  | 13    | 9     | 0,69    |
| Comunicaciones FC · Guatemala   | 2020                | 1ª                  | 22    | 7     | Inexistentes  | Inexistentes  | Inexistentes       | Inexistentes       | 22    | 7     | 0,31    |
| Comunicaciones FC · Guatemala   | Total club          | Total club          | 22    | 7     | 0             | 0             | 0                  | 0                  | 22    | 7     | 0,31    |
| Cobán Imperial · Guatemala      | 2021                | 1ª                  | 14    | 4     | Inexistentes  | Inexistentes  | Inexistentes       | Inexistentes       | 14    | 4     | 0,29    |
| Cobán Imperial · Guatemala      | Total club          | Total club          | 14    | 4     | 0             | 0             | 0                  | 0                  | 14    | 4     | 0,29    |
| Total en su carrera             | Total en su carrera | Total en su carrera | 308   | 185   | 2             | 1             | 2                  | 0                  | 312   | 186   | 0,60    |